# Cantone di Nant
Il Cantone di Nant era una divisione amministrativa dell'arrondissement di Millau.
A seguito della riforma approvata con decreto del 21 febbraio 2014, che ha avuto attuazione dopo le elezioni dipartimentali del 2015, è stato soppresso.

## Composizione
Comprendeva i comuni di:
- La Cavalerie
- La Couvertoirade
- L'Hospitalet-du-Larzac
- Nant
- Saint-Jean-du-Bruel
- Sauclières